# Vesperae longiores ac breviores
Les Vesperae longiores ac breviores (« Vêpres longues et brèves ») sont un recueil de trente motets pour les vêpres, composé par Heinrich Biber en 1693. L'œuvre porte les numéros C 13 à C 42 dans le catalogue de ses œuvres établi par le musicologue américain Eric Thomas Chafe.

## Présentation

### Structure
Les Vesperae longiores ac breviores forment un ensemble de trente motets :
1. Dixit Dominus
2. Confitebor
3. Beatus vir
4. Laudate pueri, Dominum
5. Laudate Dominum
6. Magnificat
7. Dixit Dominus
8. Laudate pueri, Dominum
9. Laetatus sum
10. Nisi Dominus
11. Lauda Jerusalem
12. Magnificat
13. Dixit Dominus
14. Confitebor
15. Beatus vir
16. Laudate pueri, Dominum
17. Laudate Dominum
18. Laudate pueri, Dominum
19. Laetatus sum
20. Nisi Dominus
21. Lauda Jerusalem
22. Magnificat
23. Credidi
24. In convertendo
25. Domine probasti me
26. De profundis
27. Memento
28. Beati omnes
29. In exitu Israel
30. Litaniae Lauretanae

### Instrumentation
- voix solistes : deux soprani, alto, ténor et basse
- chœurs : SATB in concerto et in cappella
- orchestre : 2 cornetti, 3 trombones, violons à 2 parties, violes à 2 parties, violes de gambe
- Orgues et basse continue chiffrée

### Ouvrages spécialisés
- (en) Eric Thomas Chafe, The Church Music of Heinrich Biber, Ann Arbor, UMI Research Press, coll. « Studies in musicology » (no 95), 1987, 305 p. (ISBN 0-8357-1770-4, OCLC 15053153)

## Discographie
- Salzburger Bachchor und Barockensemble, dir. Howard Arman ; Kym Amps, soprano ; Christopher Robson, alto ; Anton Rosner, ténor ; Albert Hartinger, basse (Salzbourg, Aula de l'Université, 11-13 avril 1986, LP Deutsche Harmonia Mundi HM/10M 797 D / CD Freiburger Musik Forum, Essence AME 3022-2 / Ars Musici) (OCLC 17741188 et 163163277)
- Yale Schola Cantorum, dir. Simon Carrington ; Yale Collegium Players, dir. Robert Mealy (Yale Institute of Sacred Music)